# Trycherus gracilipes
Trycherus gracilipes es una especie de coleóptero de la familia Endomychidae.

## Distribución geográfica
Habita en Ruanda.